# جوان و مشتاق
جوان و مشتاق(به انگلیسی: Young & Hungry) مجموعه تلویزیونی کمدی موقعیت آمریکایی به تهیه‌کنندگی دیوید هولدِن است و مدیریت تولید آن را هم اَشلی تیسدِیل بر عهده دارد. بازیگران این مجموعه تلویزیونی چنددوربینی، اِمیلی آزمِنت و جاناتان سادوسکی هستند و شروع مجموعه هم از تاریخ ۲۵ ژوئن ۲۰۱۴ از شبکه ای‌بی‌سی خانوادگی خواهد بود.

## خلاصه
داستان دربارهٔ مرد سرمایه‌دار جوانی به نام جاش(جاناتان سادوسکی) است که رئیس یک شرکت فناوری می‌باشد و نویسنده یک بلاگ آشپزی را که دختری جوان اما مصمم به نام گَبی(امیلی آزمِنت) است را به‌عنوان سرآشپز شخصی خود استخدام می‌کند. گَبی که امیدی به حفظ شغل خود ندارد برای اثبات شایستگی و نشان دادن مهارت‌های خود به جاش، باید تمام سعیش را به کار ب‌بندد؛ اما اِلیوت(رِکس لی) که دستیار جاش است ترجیح می‌دهد یک سرآشپز مشهور(به انگلیسی: Celebrity) در آنجا کار کند. این داستان بر اساس زندگی بلاگ‌نویس اهل سان‌فرانسیسکو یعنی گَبی مُسکُویتز ساخته شده‌است.

## قسمت‌ها
| قسمت | عنوان         | کارگردان   | نویسنده     | تاریخ پخش    | کُد تولید | میزان بیننده در آمریکا (به میلیون) |
| ---- | ------------- | ---------- | ----------- | ------------ | -------- | ---------------------------------- |
| ۱    | «پایلِت»       | اندی کادیف | دیوید هولدِن | ۲۵ ژوئن ۲۰۱۴ | 1001     | TBA                                |
| ۲    | «جوان و مجرد» | فیل لوییس  | دیوید هولدِن | ۲ ژوئیه ۲۰۱۴ | 1002     | TBA                                |